# Лезе (Мозель)
Лезе́ (фр. Lezey) — коммуна на северо-востоке Франции, регион Гранд-Эст (бывший Эльзас — Шампань — Арденны — Лотарингия), департамент Мозель. Относится к кантону Вик-сюр-Сей.

## Географическое положение
Лезе расположен в 55 км к юго-востоку от Меца. Соседние коммуны: Бланш-Эглиз и Гебланж-ле-Дьёз на северо-востоке, Доннле на востоке, Ле на юго-востоке, Монкур и Безанж-ла-Петит на юге, Жюврекур и Ксанре на западе, Марсаль на северо-западе.
Коммуна стоит на реке Нар, притоке Сей, в естественно-историческом регионе Сольнуа и входит в Региональный природный парк Лотарингии.

## История
- Руины древнеримской усадьбы.
- В средние века деревня была феодом женского аббатства От-Сей (Сире-сюр-Везуз) и аббатства Ремиремон.

## Демография
По переписи 2008 года в коммуне проживало 111 человек. Население на январь 2021 — 91

## Достопримечательности
- Остатки двух замков, разрушенных во время Тридцатилетней войны.
- Церковь Сен-Реми, неф XII века, хоры XV века, колокольня 1750 года.